# Teresa Catalán Sánchez
Teresa Catalán Sánchez (Pamplona, 12 d'abril de 1951) és una compositora espanyola i catedràtica Emèrita del Reial Conservatori Superior de Música de Madrid. És doctora en Filosofia de l'Art i l'any 2017 va guanyar el Premi Nacional de la Música.

## Trajectòria
Catalán va realitzar els seus estudis musicals de Piano i Composició en el Conservatori Pablo Sarasate de Pamplona, on va rebre classes amb mestres com Fernando Remacha, Luis Morondo, Juan Eraso, Luis Taberna i Pilar Baiona.
Entre 1983 i 1986, continuant el seu període formatiu, va ser alumna dels cursos estables de Sociologia i Estètica impartits per Ramón Barce i en els de Tècniques de Composició Contemporània d'Agustín González Acilu. També va assistir a cursos de perfeccionament en la Accademia Musicale Chigiana de Siena (Itàlia) amb el compositor Franco Donatoni i va rebre classes magistrals de músics com Luigi Nono, Samuel Adler, Yihzak Sadai, George Benjamin, Lucca Lombardi, Leo Brower i Guy Reibel, entre d'altres.
Va ser cofundadora del Grup de Compositors de Pamplona Iruñeako Taldea Musikagilleak l'any 1985. Posteriorment, el 1990, va presentar-se a oposicions i va obtenir la càtedra de Composició, Instrumentació i Formes Musicals, càrrec que va exercir al Real Conservatori Superior de Música de Madrid. Com a docent, ha dirigit treballs doctorals col·laborant conjuntament amb diverses universitats, i regularment imparteix cursos i conferències en diferents institucions i entitats. També col·labora habitualment com a membre d jurat en premis i concursos nacionals i internacionals de composició i interpretació.
El 2005, sense abandonar el seu afany per la formació, Teresa Catalán va realitzar un Màster en Estètica i Creació musical i també és doctora en Filosofia de l'Art per la Universitat de València des del mateix any.
És autora de diversos llibres, articles i ponències. Les seves composicions han estat publicades a Espanya i Alemanya i, algunes d'elles, actualment, formen part del programa d'estudis de diferents conservatoris. A nivell institucional, és membre del Consell Estatal de les Arts Escèniques i de la Música així com del Consell Artístic de la Música i del Consell del Teatre Real. També ha format part del Consell Navarrès de Cultura i des del 2015 que és membre electe de número de Jakiunde, l'Acadèmia de les Ciències, les Arts i les Lletres del País Basc, Navarra i Aquitània.
Com a compositora, el llenguatge de la seva obra s'emmarca dins de la música post-tonal. Ha compost més de 60 obres. La major part de les seves composicions són instrumentals (obres per piano i cambrístiques), tot i que també ha compost obres orquestrals i corals. Ha rebut encàrrecs de nombrosos intèrprets i institucions nacionals i internacionals, com per exemple, de la Ràdio Magyar de Budapest (Hongria), del Fòrum Europeu de la Música (Frankfurt), de la Fundació D. Joan de Borbó (Segòvia), del Festival Internacional de Santander, Festival de Música Espanyola (Cadis), del Festival Chopin de Valdemosa (Palma) o de l'Orquestra Simfònica d'Euskadi. La seva obra ha estat programada en diferents Festivals arreu d'Europa i Amèrica (Itàlia, Alemanya, França, Rússia, USA, Romania, l'Argentina, Hongria i Cuba).
Al llarg de la seva carrera musical, ha guanyat diversos premis de composició i interpretació. L'any 2017, el Ministeri d'Educació Cultura i Esport li va concedir el Premi Nacional de la Música en la modalitat de composició. Posteriorment, el 2018, va ser nomenada Catedràtica Emèrita del Real Conversatorio Superior de Música de Madrid.
El 2021, amb motiu del seu 70è aniversari, va rebre la felicitació pública per part de la Fundació Baluard, i es va anunciar que la fundació li va encarregava una obra a Catalán, El cant d'Atenea (obra per flauta solista i orquestra), obra que s'estrenaria a la tardor d'aquell any. El mateix 2021 any va rebre el Premi Príncep de Viana de la Cultura, guardó que atorga el Govern de Navarra.

## Obra (Selecció)
- El Rapto de Europa (Quintet).
- Elegía Nº 1, 2, 3 y 4 (Piano sol).
- La Danza de la Princesa (Ballet)/Printzesaren Dantza (Balleta) (Orquestra Simfònica).
- Esparzas (Mezzo soprano, Violí, Viola, Violoncel i Piano).
- Rondó para un mayorazgo (Flauta solista i Orquestra de corda).[15]
- Sine die (Clau).
- Zuhaitz (Mezzo soprano, Flauta i Piano).

## Publicacions (Selecció)
- Sistemes compositius temperats en el segle XX (2a edició). València: Institució Alfons el Magnánim, 2012.
- Música no tonal. Les propostes de E. Falk i E. Krenek. Català, Teresa; Fernández Vidal, Carme. València: Universitat de València, 2012.
- Música: temps i memòria. En: Investigar en els dominis de la música. València: Reial Acadèmia de Belles arts de València, 2011.
- La maternitat transferida a l'art. Cadis: Papers del Festival de música espanyola de Cadis, 2006.

## Premis i reconeixements (Selecció)
- 2022 - Premi Eusko Ikaskuntza - Laboral kutxa d'humanitats, cultura, arts i ciències socials[16]
- 2021 - Medalla d'Or al Mèrit en les Belles arts[17][18]
- 2021 - Premi Príncep de Viana a la Cultura.[14]
- 2017 – Premi Nacional de Música en la modalitat de Composició.[11][19][20][21]
- 2011 – Condecorada amb l'Encàrrec de l'Orde del Mèrit Civil.[22]
- 1998 - Premi Sabina de Plata.[23]
- 1985 - Premi Any Europeu de la Música de Composició Musical (Departament d'Educació i Cultura del Govern de Navarra).[24]